# Martin H. Greenberg
Œuvres principales
- Les Fils de Fondation
- Sherlock Holmes en orbite

Martin Harry Greenberg, né le 1er mars 1941 à South Beach en Floride et mort le 25 juin 2011  à Green Bay dans le comté de Brown, au Wisconsin, est un professeur d'université, un éditeur et un écrivain américain spécialisé dans les littératures de l'imaginaire. 
Il est notamment connu pour diverses anthologies qu'il a contribué à composer, et pour avoir fondé la maison d'édition Tekno Books et été cofondateur de la chaîne de télévision américaine SyFy.

## Biographie et carrière professionnelle
Martin Greenberg a été un anthologiste de science-fiction prolifique, publiant presque 300 anthologies de science-fiction, d'abord en tant que bénévole, puis plus tard, durant trois décennies, de manière professionnelle. Il est connu pour avoir été un ami d'Isaac Asimov.
Né le 1er mars 1941 de Max et de Mae Greenberg à South Beach en Floride, il a suivi des études à l'université de Miami, puis a obtenu un doctorat en sciences à l'université du Connecticut en 1969.
Il a enseigné à l'université du Wisconsin de 1975 à 1996, date à laquelle il a pris sa retraite universitaire.
Sa première anthologie a été Political Science Fiction : An introductory reader publiée en 1974 chez Prentice-Hall.
À la fin des années 1970, il a travaillé en partenariat avec Joseph D. Olander, tous deux éditant six des sept volumes, entre 1977 et 1983, de la série Writers of the 21st Century.
Il a contribué à publier des recueils de nouvelles écrites par, notamment, Isaac Asimov, Charles G. Waugh, Jane Yolen, et Robert Silverberg. 
Avec Mark Tier, il a été coattributaire du prix Prometheus en 2005 pour les anthologies Give Me Liberty et Visions of Liberty.
Il a reçu le prix Bram Stoker 1998 de la meilleure anthologie pour l'anthologie Horrors ! 365 Scary Stories. Le prix Bram Stoker lui a décerné un prix d'honneur en 2003 pour l’ensemble de sa carrière. Il a obtenu le prix Solstice 2009.
Il est mort à Green Bay dans le Wisconsin le 25 juin 2011 des suites d'un cancer.
Il est enterré au Cnesses Israel Hebrew Cemetery de Green Bay.

## Œuvres

### Romans
- (en) Deepak Chopra's Lords of Light, 1999Écrit avec Deepak Chopra.
- (en) Deepak Chopra's The Angel is Near, 2000Écrit avec Deepak Chopra.

### Sélection d'anthologies
- (en) Political Science Fiction, 1974
- (en) Through Science Fiction, 1974Série de dix guides à destinations des ensignants, publiés jusqu'en 1978
- (en) Dawn of Time, 1979
- (en) The Science Fictional Solar System, 1979
- (en) TV : 2000, 1982
- (en) Young Extraterrestrials, 1984
- (en) Amazing Stories: 60 Years of the Best Science Fiction, 1985Écrit avec Isaac Asimov.
- (en) Werewolves, 1988Écrit avec Jane Yolen.
- (en) The Further Adventures of Batman, 1989
- Les Fils de Fondation ((en) Foundation's Friends, 1989)
- (en) The Further Adventures of The Joker, 1990
- (en) Dick Tracy : The Secret Files, 1990Écrit avec Max Allan Collins.
- (en) The Further Adventures of the Joker, 1990
- (en) Nightmares on Elm Street : Freddy Krueger's Seven Sweetest Dreams, 1991
- (en) The Further Adventures of Batman Volume 2 : Featuring the Penguin, 1992
- (en) Xanadu, 1992Écrit avec Jane Yolen.
- (en) The Further Adventures of Batman Volume 3 : Featuring Catwoman, 1993
- (en) The Further Adventures of Superman, 1993
- (en) The Further Adventures of Wonder Woman, 1993
- (en) Xanadu 2, 1993Écrit avec Jane Yolen.
- (en) Xanadu 3, 1994Écrit avec Jane Yolen.
- (en) Celebrity Vampires, 1995
- (en) Vampire Detectives, 1995
- Sherlock Holmes en orbite ((en) Sherlock Holmes in Orbit, 1995)Écrit avec Mike Resnick.
- (en) Dark Love, 1995
- (en) UFOs : The Greatest Stories, 1996
- (en) Adventures of the Batman, 1997
- (en) Legends of the Batman, 1997
- (en) Tales of the Batman, 1997
- (en) Holmes for the Holidays, 1998Écrit avec Jon L. Lellenberg et Carol-Lynn Waugh.
- (en) Mob Magic, 1998Écrit avec Brian M. Thomsen.
- (en) Murder Most Feline, 2001
- (en) Past Imperfect, 2001
- (en) Once Upon a Galaxy, 2002
- (en) Further Adventures of Xena : Warrior Princess, 2003
- (en) The Repentant, 2003Écrit avec Brian M. Thomsen.
- (en) Sirius : The Dog Star, 2004
- (en) Steampunk'd, 2010Écrit avec Jean Rabe.
- (en) Courts of the Fey, 2011Écrit avec Russell Davis.
- (en) Human For a Day, 2011Écrit avec Jennifer Brozek.
- (en) Westward Weird, 2012Écrit avec Kerrie Hughes.